# 플로렌스 로렌스
플로렌스 로렌스(Florence Lawrence, 1886년 1월 2일 ~ 1938년 12월 28일)는 캐나다 출신 미국의 배우이다.

## 출연 작품
- 말괄량이 길들이기 (1908년 영화)
- 시너스 인 더 선
- 십자군 (영화)
- 나이트 머스트 폴